# トニー・マラーノ
トニー・マラーノ（Tony Marano、1949年2月19日 - ）は、アメリカ合衆国の作家・評論家。イタリア系アメリカ人。
テキサス州に居住することから、日本のインターネットユーザーにはテキサス親父(Texas Daddy)と呼ばれている。動画サイトでの評論活動のほか、雑誌や新聞でも執筆活動をしている。

## 人物
コネチカット州で生まれ、生後数ヶ月の頃ニューヨーク市ブルックリン区に引越し、30年間過ごす。ニューヨーク市立大学で歴史学を専攻して卒業。卒業後はAT&Tの子会社のNew York Telephone（ベライゾンニューヨーク）に30年勤め、2006年の定年退職後はテキサス州に転居し、動画サイトを中心に評論活動を行っている。ハンドルネームはPropaganda Buster（プロパガンダ・バスター）。
日本のインターネットユーザーからは「テキサス親父」と呼ばれる。本人もその通称を気に入っており、動画の中で自らを「テキサス親父」と称している事もある。

## 活動
- 2006年ごろからYouTube上でPropaganda Busterの名で動画で意見を発信している。YouTubeを知る前は新聞への投書を行っていたが、本人が重大と考える話題が採用されないことが多く、ニュースを選択する基準に疑念を抱いていた[3]。当初はアメリカの政治に関する動画が中心であったが、2008年に日本の捕鯨を非難するシーシェパードの主張に関して日本を擁護する意見を投稿すると、有志らが翻訳した字幕を付してニコニコ動画へ転載された[3]。

- 2010年4月27日に演説集を出版した[7]。

- 2010年9月15日、夕刊フジとのコラボレーション企画「テキサス親父に訊け！」が始まる[8]。2011年2月に、ユーチューバー仲間がテキサス州知事に推薦し、テキサス州海軍協会名誉提督の称号を与えられた[9][10][11]。テキサス州海軍協会はテキサス州の歴史・文化や環境保全を目的に掲げた社交クラブ・儀礼団体の性格の強いテキサス州の外郭団体で、1836年にメキシコから分離独立して1845年にアメリカ合衆国に併合されたテキサス共和国に存在した海軍を偲んでテキサス州市民によって結成された市民団体「第3テキサス海軍」に由来する。

- 2010年2月に日本においてテキサス親父の動画の翻訳を行ってきた藤木俊一氏が「テキサス親父日本事務局」を設立し、日本のファンへのサービス強化が行われている[12]。現在は日本事務局の関係者が翻訳して動画に字幕を付し、OUTSIDESOUNDのアカウントでYoutubeにとテキサス親父のアカウントでニコニコ動画に、それぞれ動画をアップロードしている。2019年に敵対する左派・リベラル勢力よりYouTubeへの通報が相次ぎ、4年間、OUTSIDESOUNDが凍結されるも、2023年にテキサス親父日本事務局からの再三のYouTubeへの異議申し立てで復活した。
- YouTubeのOUTSIDEOUNDの凍結を受けて、PropagandaBusterJPという新たなチャンネルを作り、このチャンネルに新しい動画はアップロードされている。
- テキサス親父日本事務局が毎週金曜日午後10時より配信している国際政治系YouTubeの生放送番組である「ワールド・オヤジ・サテライト」にも度々、ZOOMや電話などで出演している。

- 2011年、東日本大震災が発生した際に自ら設立した「テキサス親父船団寄金」を通じて、被災地に水や生活用品を届けた[13]。2013年5月に米オクラホマ州で発生した竜巻による被害の為の募金活動をするなど[14]、ボランティア活動も行なっている。

- ホワイトハウスへの署名活動にも積極的であり、「シー・シェパードへの寄付の税金控除を止めさせる為の署名」、「グレンデール市慰安婦像撤去の為の署名」など、様々な署名活動もしている[15]。

- 2013年12月11日より、米ホワイトハウスのホームページの請願コーナーでオバマ大統領に像撤去を求める請願活動を始め[16][17]、5日後の12月16日に2万件以上の署名が集まった[18]。この請願にホワイトハウスは管轄権はホワイトハウスではなくカリフォルニア州にあると回答した[19]。

- 2014年1月11日より、夕刊フジで週一回（木曜日）の連載を執筆した[20]。2014年6月、慰安婦問題で韓国と逆の立場を採っていたために韓国のYouTubeサイトで有害動画指定を受けて韓国内でテキサス親父動画は全て視聴が不可能[21][22]となり、当初は英語版のみであったがのちに他の言語の配信も全て規制された[23]。

## 主張
- アメリカ人でありながら日本を擁護する主張が多く、シーシェパードやグリーンピースを強く非難している[24]。また、中国共産党を始めとする社会主義・共産主義的反自由主義思想や、左翼的リベラル活動に批判的な評論が多い。また、イスラエルに肯定的である[25]。
- 日本の捕鯨に理解を示し、反捕鯨活動を批判している[26]。
  - 日本が捕鯨非難の標的にされるのは、日本人が礼儀正しく丁寧なためであるとしている[27]。
  - 捕鯨やイルカ漁への反対は西洋人の間でも少数派であるとしている[26]。
  - 2011年5月に和歌山県太地町を初めて訪問した際、太地町長に対し「同じ西洋人が、太地町に来て漁の邪魔をしていることは恥ずかしい」と謝罪した[26]。
- アメリカによるトヨタ自動車批判について、アメリカの自動車メーカーとのリコール件数のデータを比較して不当なものであると非難している[28]。
- 2013年7月、米軍が捕縛した朝鮮人慰安婦から1944年に事情聴取した内容を記録した文書「日本人戦争捕虜尋問レポート No.49」を、米国国立公文書館より取り寄せた。この際、朝鮮人従軍慰安婦と呼ばれる存在は強制的に連行された「性奴隷」なる種類のものではなく、正規に雇用され、日本軍兵士よりも高い給料を得ていた売春婦だったことや、韓国が主張する「軍による強制連行」なる行為は捏造であることなどが同文書により判明したとマラーノは主張し、自身のウェブサイトに掲載した[29]。文書は1973年に公開された[30]もので、日本政府も1992年・1993年の調査における史料として、アジア女性基金で公開している[31]。
- 2024年には、バイデン大統領による政治は悪夢であるとし、トランプの大統領就任を歓迎する動画を公開している。また反捕鯨団体の指導者であるポール・ワトソンが保釈されたことに対して非難している。

## その他
- 生粋のアメリカ人でありながら夕刊フジの記事は「ハーイ！みなさん」と始まる[32]。日本側代理人「テキサス親父日本事務局」が明確に関わっている。
- 2010年4月1日にテレビ朝日『ワイド!スクランブル』は、マラーノを日本を擁護するおじさんとして紹介した[33]。マラーノは、自身が過去に反日的な言動を行っていたと同番組が報じたとして、これを否定している[34]。
- 趣味はカメラいじりにカメラ収集、写真撮影。キヤノンやニコンのカメラ、東芝のパソコンなど日本製品を愛用している[35]。左利きである[5]。
- 2014年から2017年にかけてテキサス親父日本事務局の創設者で事務局長であり、テキサス親父の親友である藤木俊一氏と共に米国国立公文書記録管理局（NARA)に何度も出向き、慰安婦問題、竹島問題、東京裁判、その他の資料の調査を行った。
- 漫画家はすみとしこと日本国内外でさまざまな活動を一緒に行っている[36]。
- 2011年5月16日[37]、2014年5月3日など[38]、訪日の際は必ず靖国神社を参拝している[39]。
- 2019年公開の慰安婦問題を扱ったドキュメンタリー映画『主戦場』に出演した。

## 著作

### 連載
- 『週刊アサヒ芸能』（徳間書店） 毎週火曜日発行
- 『夕刊フジ』（産業経済新聞社） 毎週木曜日発行

### 単著
- トニー・マラーノ『テキサス親父演説集 DVD&BOOK』飛鳥新社、2010年4月27日。ISBN 978-4-86410-015-1。 - 付属資料：DVD-Video1枚 12cm。
- トニー・マラーノ『怒れ！罠にかかった日本人』西村幸祐 監修、青林堂、2014年4月25日。ISBN 978-4-7926-0492-9。
- トニー・マラーノ『テキサス親父の大正論 韓国・中国の屁理屈なんて普通のアメリカ人の俺でも崩せるぜ!』藤木俊一 訳・監修、徳間書店、2014年6月27日。ISBN 978-4-19-863813-9。
- トニー・マラーノ『テキサス親父、韓国・中国を叱る！ 日本人よ「真実」を知り、馬鹿げた非難を笑い飛ばせ』大野和基 訳、PHP研究所、2014年7月18日。ISBN 978-4-569-82028-6。
- トニー・マラーノ『テキサス親父の熱血講座　日本は世界一だ！宣言 テキサス親父の熱血講義』扶桑社、2014年9月2日。ISBN 978-4-594-07111-0。

### 共著

#### ジャパニズム
- テキサス親父（トニー・マラーノ）他　『ジャパニズム1』青林堂、2011年4月。ISBN 978-4-7926-0434-9。
- テキサス親父（トニー・マラーノ）他　『ジャパニズム2』青林堂、2011年6月。ISBN 978-4-7926-0436-3。
- テキサス親父（トニー・マラーノ）他　『ジャパニズム15』青林堂、2013年10月10日。ISBN 978-4-7926-0478-3。
- テキサス親父（トニー・マラーノ）他　『ジャパニズム18』青林堂、2014年4月10日。ISBN 978-4-7926-04905。
- テキサス親父（トニー・マラーノ）他　『ジャパニズム19』青林堂、2014年6月10日。ISBN 978-4-7926-0496-7。
- テキサス親父（トニー・マラーノ）他　『ジャパニズム20』青林堂、2014年8月8日。ISBN 978-4-7926-04981。
- テキサス親父（トニー・マラーノ）、山本優美子他　『ジャパニズム21』青林堂、2014年10月10日。ISBN 978-4-7926-0505-6。[40]
- テキサス親父（トニー・マラーノ）他　『ジャパニズム24』青林堂、2015年4月10日。ISBN 978-4-7926-05186。

#### 図書
- テキサス親父（トニー・マラーノ）他　『マスコミが絶対教えてくれない 中国・韓国・北朝鮮』晋遊舎、2013年6月21日。ISBN 978-4-86391-786-6。
- テキサス親父（トニー・マラーノ）他　『だから中国・韓国は嫌われる』晋遊舎、2013年11月11日。ISBN 978-4-86391-86-41。
- テキサス親父（トニー・マラーノ）他　『嫌韓流 2014』晋遊舎、2014年2月22日。ISBN 978-4-86391-926-6。
- テキサス親父（トニー・マラーノ）他　『Voice 2014年 4月号』PHP研究所、2014年3月10日。ISBN 978-4-86391-926-6。
- テキサス親父（トニー・マラーノ）他　『READ JAPAN（MONOQLO増刊）』晋遊舎、2014年5月19日。
- テキサス親父（トニー・マラーノ）他　『READ JAPAN Vol.2（MONOQLO増刊）』晋遊舎、2014年7月22日。
- トニー・マラーノ、ケント・ギルバート『素晴らしい国・日本に告ぐ！』青林堂、2015年5月22日。ISBN 978-4-7926-0520-9。

### 記事
- テキサス親父、他　「men's egg 2012年 7月号」、大洋図書、2012年6月14日。
- テキサス親父、他　「men's egg 2012年 11月号」、大洋図書、2012年10月13日。
- テキサス親父、百田尚樹「朝日の慰安婦報道を断罪する！」『月刊WiLL (ウィル)  2014年 9月号』、ワック、2014年7月31日。